# Wikov aréna
Wikov aréna je sportovní hala, která se nachází v Palackého ulici v Hronově. Je vhodná nejen pro pořádání sportovních akcí, ale i pro akce kulturní a zábavní. Kapacita haly je až 900 míst na stání.

## Historie
Zdroj: 
Výstavba zimního stadionu v Hronově začala v roce 1976 pod budovou sokolovny. Na stavbě se v té době podílely dobrovolníci pod vedením Ing. Radomíra Marka. Na začátku února 1978 se uskutečnilo první veřejné bruslení. Stadion až do roku 1999 vlastnil oddíl ledního hokeje, poté byl z finančních důvodů převeden na město Hronov. Do té doby byla stavba pouze udržována a nebyla provedena žádná modernizace. V roce 2001 bylo vypsáno výběrové řízení na celkovou rekonstrukci. Přestavba byla rozdělena do tří etap. Zpracování první i druhé etapy bylo přiděleno firmě Ateliér EGO z Hronova. Zrekonstruovaný a zastřešený zimní stadion byl slavnostně otevřen 3. října 2004, kde také dostal své nové jméno – Wikov aréna. Třetí etapa nebyla dosud z finančních důvodů uskutečněna.

## Využití
Zdroj: 
Wikov aréna je všestranně využívána v průběhu celého roku a neslouží pouze jako zimní stadion. V zimě se zde odehrávají hokejové zápasy různých kategorií a každý čtvrtek, sobotu a neděli se koná veřejné bruslení. V letní sezóně se zde uskutečnila kvalifikace na Mistrovství ČR v mažoretkovém sportu a jako svoji domovskou arénu ji využívá tým NA Rangers Hronov. V průběhu divadelního festivalu Jiráskův Hronov sloužil stadion jako základna semináře žonglování a odehrála se zde i některá z divadelních představení.